# Szeferdia
Szeferdia (Shepherdia L.) – rodzaj roślin z rodziny oliwnikowatych. Obejmuje trzy gatunki. Wszystkie rosną w Ameryce Północnej, przy czym najszerszy zasięg obejmujący obszar od Alaski po Nową Fundlandię i Arizonę ma szeferdia kanadyjska. Pozostałe dwa mają mniejsze zasięgi w zachodniej części kontynentu. Rosną w miejscach zwykle suchych, kamienistych. Na ich korzeniach znajdują się brodawki, w których żyją bakterie promieniowce z rodzaju Frankia, mające zdolność asymilowania wolnego (atmosferycznego) azotu.
Gatunkiem uprawianym jako ozdobny, zwłaszcza w żywopłotach, jest szeferdia srebrzysta, rzadziej pozostałe gatunki. Owoce szeferdii srebrzystej i kanadyjskiej są jadalne. Owoce tej pierwszej, w smaku kwaśne, podobne do porzeczki czerwonej, spożywane były przez Indian zimą z mięsem bizonów. Ze względu na dużą zawartość przeciwutleniacza, likopenu, uznawane są współcześnie za tzw. „superfood”. Owoce szeferdii kanadyjskiej wymieszane z cukrem dają tzw. „indiańskie lody” (Indian ice cream). W Polsce rzadko uprawiana jest szeferdia srebrzysta i kanadyjska.
Nazwa rodzaju upamiętnia Johna Shepherda (1764-1836), w początku XIX wieku opiekuna ogrodu botanicznego w Liverpoolu i przyjaciela Thomasa Nuttalla, który nadał nazwę naukową temu rodzajowi.

## Morfologia
PokrójKrzewy i niewielkie drzewa liściaste, osiągające do 6 m wysokości. Pędy często cierniste.
LiścieNaprzeciwległe, ogonkowe, pojedyncze. Blaszka szerokoeliptyczna do lancetowatej, całobrzega, o użyłkowaniu pierzastym. Od spodu liście pokryte gęsto łuskowatymi lub gwiazdkowatymi włoskami.
KwiatyJednopłciowe (rośliny dwupienne), wyrastają w kątach liści skupione po kilka na ubiegłorocznych pędach. Wonne, bezpłatkowe, drobne, żółtawe i żółtawozielone. Rozwijają się przed liśćmi. Kwiaty męskie zawierają po 8 pręcików nadległych i naprzemianległych wobec czterech działek kielicha. Kwiaty żeńskie z pojedynczą, górną zalążnią, która wygląda na dolną, ze względu na otoczenie przez mięsisty dysk.
OwocePestkowce owalne lub elipsoidalne, dojrzałe czerwone lub żółtawe, zawierające pojedyncze nasiono.

## Systematyka
Jeden z trzech współczesnych rodzajów wyróżnianych w rodzinie oliwnikowatych (Elaeagnaceae). W obrębie rodziny najbliżej spokrewniony jest z rodzajem oliwnik Elaeagnus, a taksonem siostrzanym tej pary rodzajów jest rokitnik Hippophaë.
Wykaz gatunków
- Shepherdia argentea (Pursh) Nutt. – szeferdia srebrzysta
- Shepherdia canadensis (L.) Nutt. – szeferdia kanadyjska
- Shepherdia rotundifolia Parry

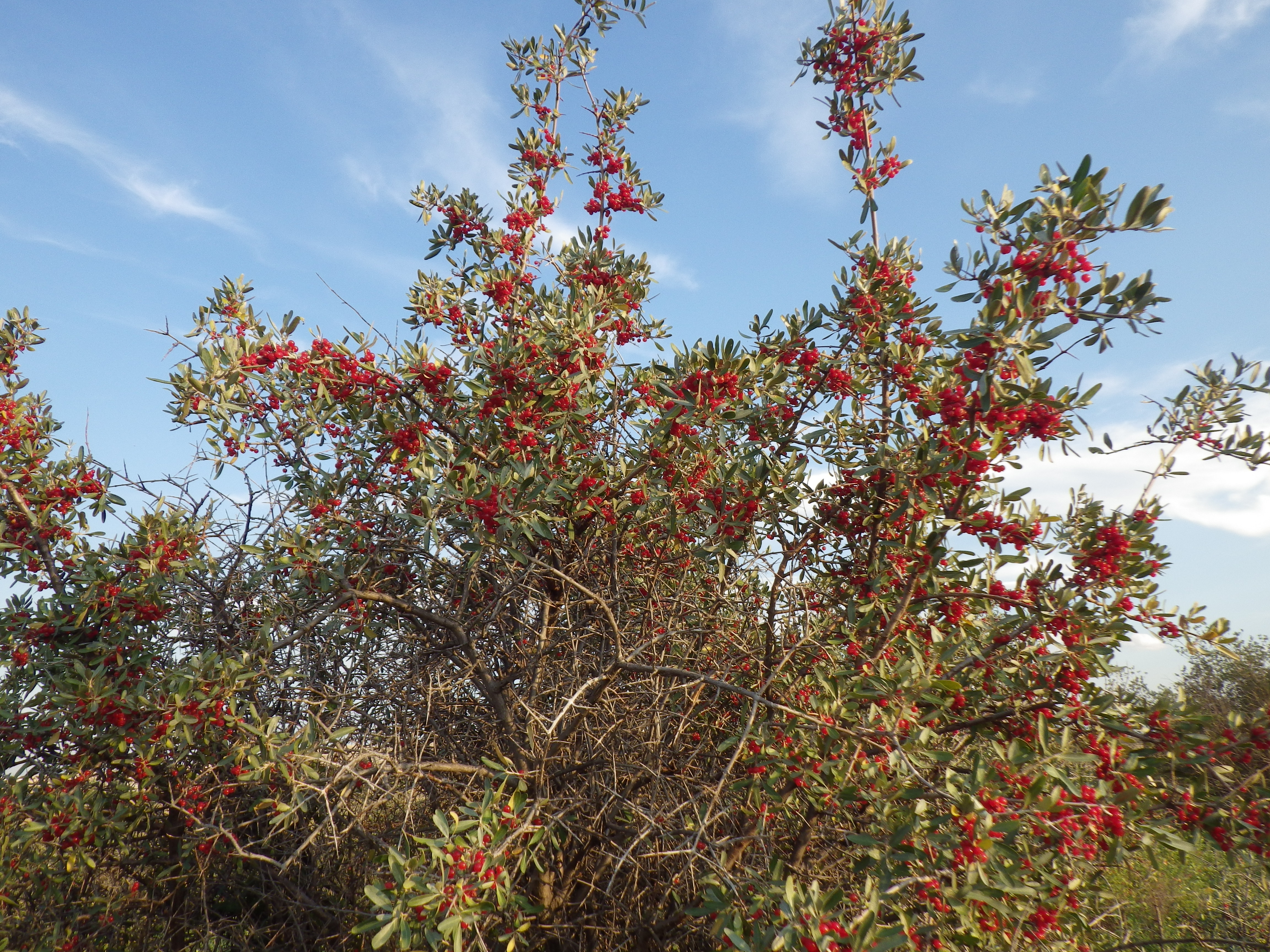
Szeferdia srebrzysta
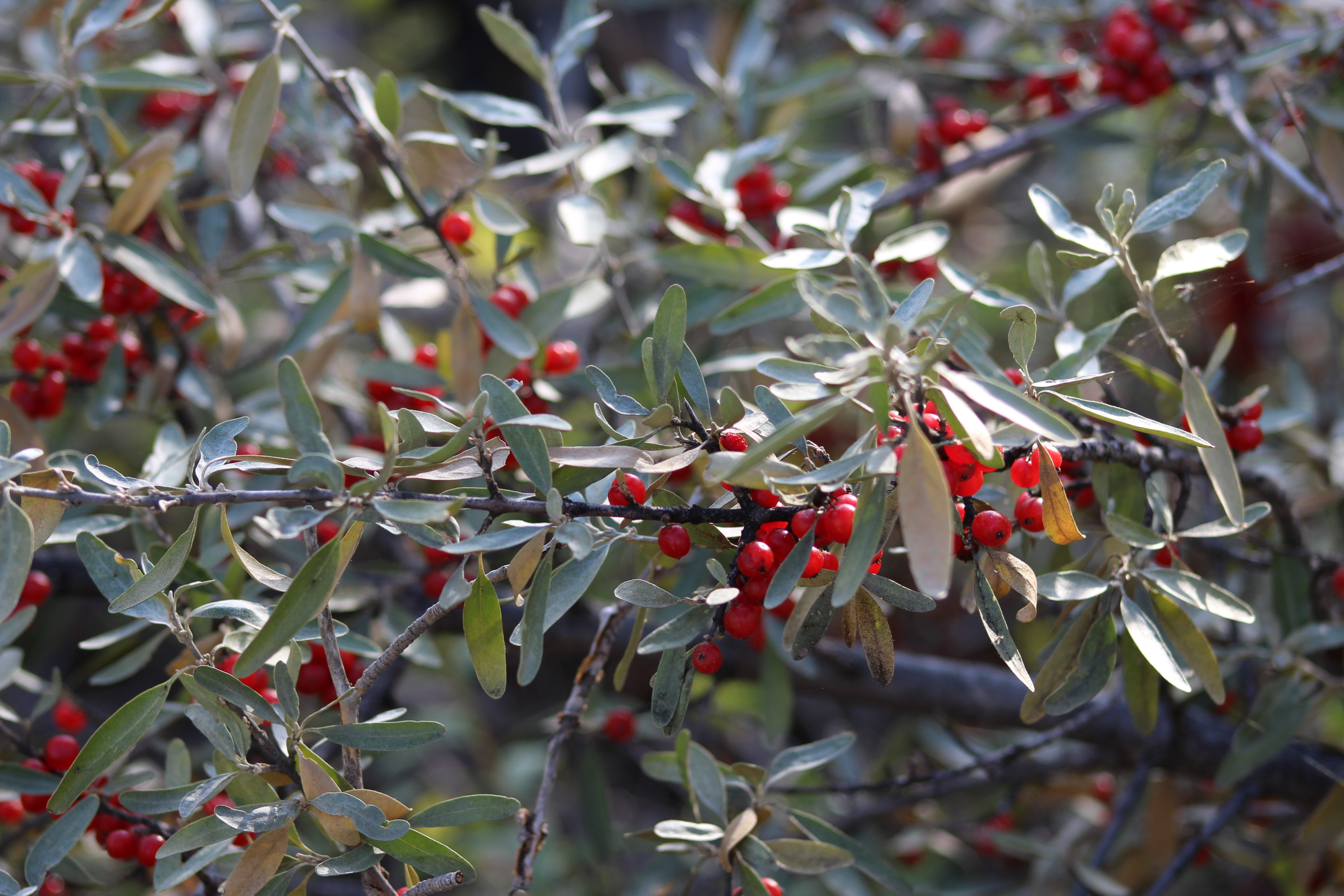
Szeferdia kanadyjska
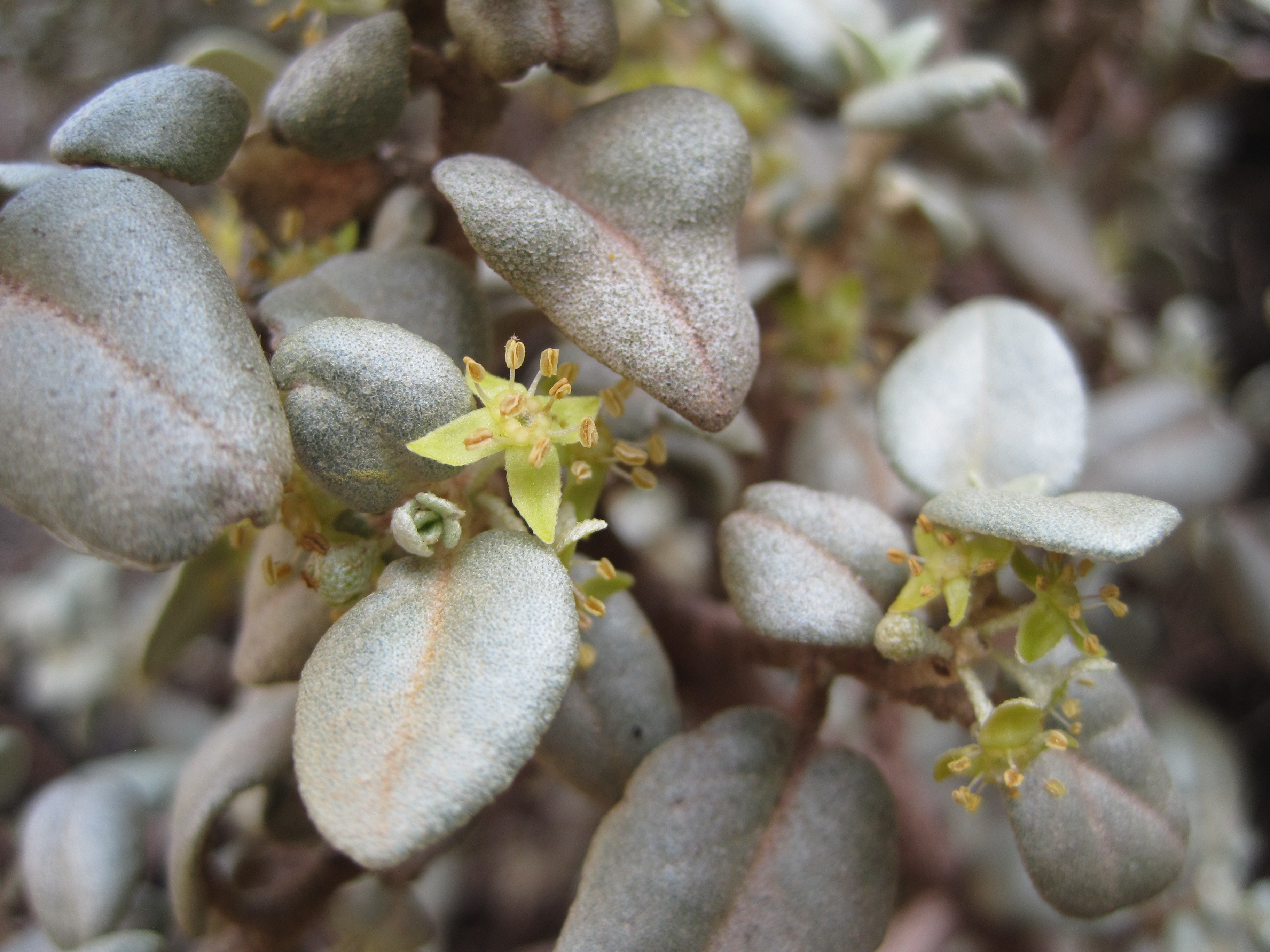
Shepherdia rotundifolia